# Petroecuador
Petroecuador (Empresa Estatal Petróleos del Ecuador, „Staatliches Erdölunternehmen Ecuadors“) ist ein ecuadorianisches staatliches Mineralölunternehmen, das am 26. September 1989 gegründet wurde und mit der Ausschöpfung von Erdöl- und Erdgasvorkommen beauftragt ist. Der Staat übernimmt die Erforschung und Nutzung der Lagerstätten im Staatsgebiet und den zugehörigen Gewässern direkt durch Petroecuador oder durch Verträge mit Dritten.
Petroecuador ist die Nachfolgeorganisation der CEPE (Corporación Estatal Petrolera Ecuatoriana, „Staatliche Ecuadorianische Erdölkörperschaft“), mit deren Gründung am 23. Juni 1972 der Staat sämtliche Aktivitäten übernahm, die mit der Erforschung, der Förderung und dem Verkauf von Erdöl und Erdgas zu tun haben. Dabei wurde auch das Unternehmen Anglo-Ecuadorian Oilfields übernommen, das eine Raffinerie in La Libertad betrieb und in der Nähe der Stadt Ancón Rohöl förderte.
Petroecuador besteht aus drei Teilunternehmen mit verschiedenen Aufgabenbereichen:
- Petroproducción: Erforschung und Förderung von Erdöl- und Erdgasvorkommen
- Petroindustrial: Raffinierung von Erdöl
- Petrocomercial: Transport und Vermarktung raffinierter Produkte auf dem Inlandsmarkt

Das Unternehmen ist mit der Verwaltung und Nutzung des transequadorianischen Pipelinenetzwerks SOTE betraut (erbaut 1972 von Texaco-Gulf).

## Raffinerien
Petroecuador besitzt drei Erdölraffinerien in Ecuador:
- Esmeraldas, 110.000 bbl./Tag
- La Libertad, 45.000 bbl./Tag
- Shushufindi, 20.000 bbl./Tag

Die Kapazität dürfte aufgrund des steigenden Bedarfs in Ecuador und den Vereinigten Staaten noch zunehmen. Ecuador ist der zweitgrößte südamerikanische Exporteur von Erdölprodukten in die USA.

## Kritik
Petroecuador stand im Zentrum von Kontroversen über den Einfluss von Prospektion und Pipelinebetrieb auf die Umwelt und die Ureinwohner (Huaorani und Cofán) im Amazonasbecken in Ostecuador, wo Bohrungen in vormals straßenfreiem Regenwald stattfinden. Interessengruppen wie Amazon Watch und ChevronToxico haben versucht, die Ölverschmutzung, Umweltschäden und Einflüsse auf die Menschen zu dokumentieren.
Als Antwort auf diese Berichte wurde wegen Beteiligung an diesen Operationen in den USA eine Sammelklage gegen ChevronTexaco eingereicht. Ein Gericht entschied, dass der Fall in Ecuador verhandelt werden sollte. 2003 wurde in Ecuador eine neue Klage eingereicht, die gerade vor den ecuadorianischen Gerichten verhandelt wird. Im März 2007 erklärte Chevron, den Streit nicht durch Vergleich beilegen zu wollen.

## Schließung erster Förderquellen
Als besonders problematisch galt seit langem die Erdölförderung im Yasuní-Nationalpark. Der dagegen vorgebrachte Widerstand formierte sich in der Yasuní-ITT-Initiative. Nach einem dazu durchgeführten Referendum schloss der Staatskonzern Petroecuador im August 2024 das erste Bohrloch in diesem Gebiet.